# Borato de bário
Borato de bário é um composto inorgânico, um borato de bário com fórmula química BaB2O4 ou Ba(BO2)2. É disponível comercialmente tanto na forma hidrato como na desidratada, como um pó branco ou cristais incolores. Os cristais existem em alta temperatura na fase α e em baixa temperatura em fase β, abreviado na literatura como BBO (beta barium borate); ambas as fases são birrefringentes, e BBO é um material óptico não linear comum.